# 完美的世界
《完美的世界》（英語：A Perfect World）是一部在1993年上映的美国劇情电影。講述1963年发生在美国得克萨斯州的一个真实故事，逃犯布奇在绑架儿童菲利普驾车逃跑的过程中，两人产生了形同父子般的感情。由凯文·科斯特纳、T·J·劳瑟（T.J.Lowther ）、克林特·伊斯特伍德及劳拉·邓恩主演。

## 片名
影片的片名来自犯罪学家莎莉·戈博（劳拉·邓恩）和警官阿德勒在汽车上讨论如何抓住逃犯。警官说：“若是在完美的世界里，我们会手把手的把他围捕。”（In a perfect world we'd all lock arms and thrash the bushes till he turned up）。莎莉·戈博说，“若是在完美的世界，这种事就不会发生。”（In a perfect world things like this wouldn't happen in the first place）。